# Aelurillus politiventris
Aelurillus politiventris là một loài nhện trong họ Salticidae.
Loài này thuộc chi Aelurillus. Aelurillus politiventris được Octavius Pickard-Cambridge miêu tả năm 1872.